# Live & Rare Volume 1
Live & Rare Volume 1 es un álbum en vivo de la banda de heavy metal estadounidense Quiet Riot. Contiene algunas de las canciones más populares de la banda como "Let's Get Crazy", "Cum On Feel the Noize" y "Metal Health".

## Lista de canciones
Todas las canciones escritas y compuestas por Kevin DuBrow, excepto donde se indique.

Todas las canciones escritas y compuestas por Kevin DuBrow, except where noted. 
| Quiet Riot Live & Rare Volume 1 |                                                                           |          |  |
| N.º                             | Título                                                                    | Duración |  |
| 1.                              | «Let's Get Crazy»                                                         | 6:35     |  |
| 2.                              | «Condition Critical» (Kevin Dubrow, Carlos Cavazo, Frankie Banali)        | 5:21     |  |
| 3.                              | «Run for Cover» (Carlos Cavazo, Kevin DuBrow)                             | 3:34     |  |
| 4.                              | «Swinging Lumber» (Frankie Banali)                                        | 5:54     |  |
| 5.                              | «Winners Take All» (Randy Rhoads, Kevin DuBrow)                           | 6:22     |  |
| 6.                              | «Cum On Feel the Noize» (Noddy Holder, Jim Lea)                           | 6:58     |  |
| 7.                              | «Metal Health» (Carlos Cavazo, Kevin DuBrow, Frankie Banali, Tony Cavazo) | 6:50     |  |
| 8.                              | «Danger Zone»                                                             | 4:17     |  |
| 9.                              | «Gonna Have a Riot» (Randy Rhoads, Kevin DuBrow)                          | 3:09     |  |
| 10.                             | «Thunderbird (Original DuBrow Demo)»                                      | 4:42     |  |
| 11.                             | «Love's a Bitch (Original DuBrow Demo)»                                   | 4:03     |  |
| 12.                             | «Let's Get Crazy (Original DuBrow Demo)»                                  | 3:56     |  |

## Créditos

### Quiet Riot
Tracks 1-9
- Kevin DuBrow: Voz
- Carlos Cavazo: Guitarras
- Rudy Sarzo: Bajo
- Frankie Banali: Batería y percusión

### DuBrow
Tracks 10-12
- Kevin DuBrow: Voz
- Bob Steffan: Guitarras
- Chuck Wright: Bajo
- Frankie Banali: Batería y percusión

### Otro personal
- Recopilación en vivo producida por: Frankie Banali
- DuBrow demo producido por: Kevin DuBrow and Frankie Banali
- Mezclado y remasterizado por: Neil Citron
- Portada: Jen Hilton